# Spathius briareus
Spathius briareus är en stekelart som beskrevs av Nixon 1943. Spathius briareus ingår i släktet Spathius och familjen bracksteklar. Inga underarter finns listade i Catalogue of Life.